# Castelnau-sur-Gupie
Castelnau-sur-Gupie é uma comuna francesa na região administrativa da Nova Aquitânia, no departamento Lot-et-Garonne. Estende-se por uma área de 15,29 km². Em 2010 a comuna tinha 924 habitantes (densidade: 60,4 hab./km²).